# Elecciones provinciales de La Pampa de 2019
Las elecciones generales de la provincia de La Pampa de 2019 tuvieron lugar el domingo 19 de mayo del mencionado año con el objetivo de renovar los cargos de Gobernador y Vicegobernador, así como los 30 escaños de la Cámara de Diputados provinciales, componiendo los poderes ejecutivo y legislativo de la provincia para el período 2019-2023. En simultáneo, se renovaron las intendencias y los consejos deliberantes de los municipios que componen la provincia. Fueron las décimas elecciones provinciales pampeanas desde la restauración de la democracia en Argentina en 1983, y las decimocuartas desde la provincialización del territorio en 1951. Se realizaron en desfase con las elecciones presidenciales y legislativas a nivel nacional.
La Pampa organizó sus elecciones primarias para el domingo 17 de febrero, por lo que fue la provincia que abrió el calendario electoral nacional del 2019, más de ocho meses antes de las elecciones presidenciales de octubre. En el distrito pampeano, las elecciones primarias no son obligatorias para todos los partidos, sino que son una instancia opcional en la que las fuerzas contendientes pueden dirimir sus internas entre dos o más candidatos, y el más votado accede a la candidatura para dicha instancia. Originalmente, se consideraba muy probable que el gobernador en ejercicio, Carlos Verna, del Partido Justicialista (PJ), se postulara a la reelección para un segundo mandato (el tercero no consecutivo). Sin embargo, en septiembre de 2018 reveló durante una conferencia de prensa que había sido diagnosticado con un cáncer con metástasis en los huesos, renunciando a la posibilidad de presentarse a los comicios y tomando licencia para iniciar su tratamiento durante gran parte del final de su mandato. El peronismo resolvió concurrir a las internas para cargos municipales, pero a nivel provincial consensuó la candidatura del diputado nacional Sergio Ziliotto, que se postuló bajo la bandera del «Frente Justicialista Pampeano» (FREJUPA), con otros partidos políticos menores. El vicegobernador en ejercicio, Mariano Fernández, se presentó a la reelección como compañero de fórmula de Ziliotto.
Dentro del espacio opositor, la coalición oficialista a nivel nacional, Cambiemos, en La Pampa compuesta mayormente por la Unión Cívica Radical (UCR) y el partido Propuesta Republicana (PRO), del presidente Mauricio Macri, fue la única alianza de la provincia que realizó internas abiertas para elegir a su binomio gubernativo. Las elecciones primarias de La Pampa, hasta entonces de escasa importancia en el panorama político nacional y con baja participación debido a su opcionalidad, cobraron cierto interés cuando el diputado nacional radical Daniel Kroneberger derrotó por aplastante margen al Secretario de Deportes de la Nación y precandidato macrista, Carlos Mac Allister. Paralelamente, el kirchnerismo, hasta entonces muy debilitado a nivel nacional y de escasa presencia en La Pampa, se impuso estrechamente en la interna local por la candidatura justicialista a la intendencia de Santa Rosa, la capital provincial, con Luciano Di Nápoli, figura destacada de la agrupación kirchnerista La Cámpora, como candidato. Ambos resultados se percibieron como una dura derrota para el oficialismo nacional, debido al fortalecimiento del principal espacio opositor dentro del justicialismo y la derrota de Mac Allister, una figura muy cercana al presidente en ejercicio, ante el radicalismo pampeano, que se percibía «refractario» dentro de la alianza. Las primarias fueron tomadas como un preludio de una posible victoria del justicialismo en las elecciones presidenciales de octubre, lo que finalmente sucedió con el triunfo de Alberto Fernández, si bien su candidatura no fue confirmada sino hasta algunos meses más tarde.
Macri había ganado estrechamente en La Pampa la segunda vuelta que lo llevó a la presidencia en 2015, y Cambiemos había tenido un buen desempeño en las elecciones legislativas de 2017, donde había perdido ante el PJ por solo 76 votos exactos. Kroneberger intentó apelar al desgaste del peronismo después de treinta y seis años de gobierno sobre la provincia. Sin embargo, finalmente Ziliotto resultó elegido gobernador por aplastante margen con el 52,68% de los votos contra el 31,80% de Kroneberger, que se ubicó en segundo puesto. En tercer lugar se ubicó Juan Carlos Tierno, ex intendente de Santa Rosa y ministro de Seguridad de la provincia, por el partido provincial Comunidad Organizada (CO), que obtuvo el 7,19% de las preferencias. La formación de derecha provincial, Pueblo Nuevo, que presentó a Daniel Robledo, obtuvo el 3,45%. Los demás candidatos no superaron el punto porcentual, y la participación fue del 77,31% del electorado registrado. En el plano legislativo, el FREJUPA obtuvo una mayoría absoluta con 17 de los 30 escaños contra 11 de la alianza Cambiemos (7 para la UCR y 4 para el PRO), y 2 de la Comunidad Organizada, mientras que Pueblo Nuevo perdió las dos bancas que tenía hasta entonces. A nivel municipal, Di Nápoli resultó elegido intendente de Santa Rosa al imponerse ante el intendente en ejercicio, el radical Leandro Altolaguirre, y el peronismo conservó o recuperó la mayoría de las intendencias.

## Contexto
Desde su provincialización en 1951, durante el gobierno de Juan Domingo Perón, la provincia de La Pampa ha demostrado en el plano electoral una inclinación marcada por los candidatos surgidos del peronismo o justicialismo. Tras la restauración de la democracia en 1983, ha sido gobernada ininterrumpidamente por mandatarios del Partido Justicialista (PJ), con las gobernaciones de Rubén Marín (1983-1987, y 1991-2003), Néstor Ahuad (1987-1991), Carlos Verna (2003-2007, y 2015-2019) y Oscar Jorge (2007-2015). Dentro del espacio opositor, la Unión Cívica Radical (UCR) ha sido siempre la segunda fuerza en las elecciones provinciales y el principal partido de la oposición pampeana, aunque han surgido numerosos partidos de carácter provincial (generalmente de corte derechista) que han ocupado terceros lugar holgados: el MOFEPA, Pueblo Nuevo, Comunidad Organizada, entre otros. Representando solo un 0,85% del electorado registrado en Argentina y un 0,80% de la población total del país, La Pampa se considera una provincia de escasa importancia en el panorama político nacional.

## Reglas electorales

### Elecciones PASO
Las elecciones provinciales pampeanas de 2019 fueron las primeras en las que se empleó el sistema de elecciones Primarias, Abiertas, Simultáneas y Obligatorias (PASO), instaurado en 2009 y al que La Pampa accedía por primera vez para cargos provinciales y municipales. Bajo esta modalidad a nivel nacional y en varias provincias, los precandidatos de cada partido deben primero competir en las PASO y superar una barrera electoral, para después competir en las elecciones generales. Del mismo modo, las alianzas podrían emplear las PASO para dirimir internas en cuanto a las candidaturas, siendo candidato aquel que resultara más votado dentro de un partido o alianza que superara la barrera electoral.
Sin embargo, el sistema de PASO empleado en La Pampa sería diferente. No se aplicaría el sufragio obligatorio para los ciudadanos, y la elección no sería obligatoria para todas las listas presentadas, sino solo para aquellas que declararan no haber podido dirimir sus candidaturas de otro modo. Del mismo modo, las primarias no serían completamente abiertas, con cuartos oscuros separados para las distintas alianzas y pudiendo votar solo los ciudadanos independientes y los afiliados a un partido dentro de determinada alianza, pero no los afiliados a un partido de otra alianza. Debido a estas diferencias, los candidatos no tendrían que cruzar ningún umbral electoral para pasar directamente a las elecciones generales.

### Elecciones generales
Los comicios se realizaron bajo la constitución provincial aprobada el 6 de octubre de 1960 con las reformas implementadas en la convención constituyente de 1994. La misma establece las normativas para la realización de las elecciones provinciales. A nivel provincial se deben elegir los siguientes cargos:
- Gobernador y Vicegobernador elegidos en fórmula única por simple mayoría de votos para un mandato de cuatro años, con posibilidad de una sola reelección inmediata.
- Un poder legislativo unicameral compuesto por una Cámara de Diputados de 30 escaños, elegidos mediante representación proporcional por listas con todo el territorio provincial como único distrito electoral. Los diputados se asignan entre las listas que hayan superado un 3% en votos con respecto al padrón electoral general. En caso de un empate entre dos listas, se procederá a un sorteo organizado por la autoridad electoral competente para dirimir cual de las dos listas obtiene un escaño extra.[13]

Del mismo modo, todos los municipios que componen la provincia cuentan con un intendente electo que ejercer el poder ejecutivo local, y un Consejo Deliberante a cargo del poder legislativo, los cuales son elegidos bajo el mismo sistema electoral que los cargos provinciales.

## Elecciones primarias

### Provinciales

Resultado de las elecciones primarias gubernativas de la Alianza Cambiemos por departamento.
Kroneberger
Mac Allister

La alianza Cambiemos La Pampa, seccional de la alianza nacional Cambiemos, oficialista en el país y principal fuerza de oposición provincial, fue la única formación política que resolvió disputar su candidatura gubernativa en las elecciones PASO. La Unión Cívica Radical (UCR), el segundo partido político más grande de la provincia desde 1983, parecía dividido entre varios precandidatos posibles de cara a las internas, pero finalmente logró consensuar la candidatura del diputado nacional Daniel Kroneberger, luego de que figuras como Juan Carlos Marino y Francisco Torroba, que ya habían disputado previamente la gobernación, resolvieran retirarse. Kroneberger confirmó que había accedido a la precandidatura radical dentro de la alianza Cambiemos el 5 de diciembre de 2018, agradeciendo los gestos de Marino y Torroba de acceder a retirarse por la unidad del radicalismo. Kroneberger eligió a Martín Berhongaray, otro dirigente que ya había sido candidato a gobernador en ocasiones anteriores, como compañero de fórmula y precandidato a vicegobernador, pero este se retiró de la contienda poco antes del cierre de listas, por lo que finalmente la candidatura recayó en Luis Evangelista. La Propuesta Republicana (PRO) anunció que el exdiputado Carlos Mac Allister sería su candidato el 23 de diciembre, con Juan Carlos Passo como compañero de fórmula. Kroneberger solicitó a sus partidarios desempeñar una campaña «respetuosa», argumentando que Mac Allister «no es el enemigo». A pesar del discurso conciliador del precandidato, el sector del radicalismo que respondía a Kroneberger, así como el radicalismo pampeano en general se consideraba uno de los más refractarios con respecto al gobierno macrista. Por su parte, Mac Allister era visto como una figura muy cercana al presidente de la Nación, Mauricio Macri.

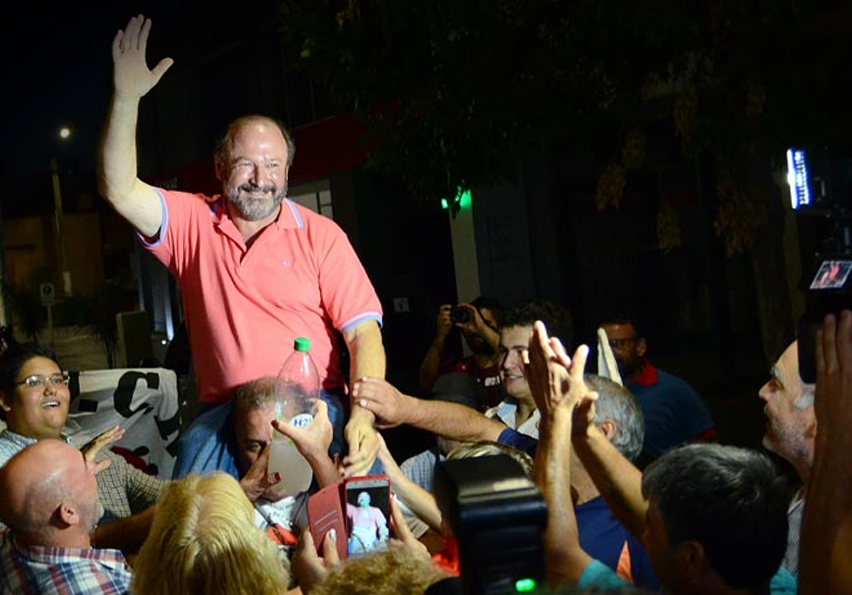
El precandidato radical Daniel Kroneberger celebra con sus partidarios su victoria ante el postulante macrista Carlos Mac Allister en las elecciones internas para gobernador y vicegobernador de la alianza Cambiemos La Pampa la noche del 17 de febrero de 2019.

La campaña del radicalismo se vio superada en gran medida en recursos económicos y presencia en las redes sociales con respecto a los percibidos por la campaña del PRO, pero el peso partidario de la UCR, con una estructura provincial presente en el distrito pampeano desde hacía más de un siglo, era evidentemente superior al del aparato macrista, de reciente fundación. Mac Allister intentó mantener una campaña estrictamente provincializada y alejada de la mala imagen nacional de Mauricio Macri, pero algunos sucesos durante las últimas semanas acabaron en un viraje repentino de acontecimientos en su contra. En los últimos días de diciembre de 2018, Mac Allister fue acusado públicamente de haber participado en encubrir casos de abuso sexual infantil por parte de un director técnico, Héctor Kruber, del club deportivo del que son dueños él y su hermano Patricio, "Deportivo Mac Allister", en Santa Rosa. La madre de la víctima que denunció originalmente a Kruber manifestó por medio de un descargo en su cuenta de Facebook haber sido intimidada por los hermanos Mac Allister por medio de una carta en la que la instaban a dejar de mencionar el nombre del club y «divulgar falsedades». La denuncia sacudió gravemente la opinión pública en contra de Mac Allister, pocas semanas antes de las elecciones.
En enero de 2019, Mac Allister protagonizó a su vez un cruce con el candidato a gobernador del peronismo, Sergio Ziliotto, luego de que este lo describiera como un «delegado del gobierno». El precandidato macrista abandonó su postura tranquila después del comentario, deseándole a Ziliotto «acabar preso como los demás funcionarios kirchneristas» después de perder las elecciones, afirmando ante sus partidarios estar «acostumbrado a los insultos» después de su carrera como jugador de fútbol.
La votación se realizó el domingo 17 de febrero. Debido a las elevadas temperaturas de verano, que en algunas zonas de la provincia superaron los treinta y cinco grados, y la no obligatoriedad del voto, la concurrencia a votar fue realmente escasa. Finalmente, luego de que las primeras mesas implicaran brevemente un empate entre Kroneberger y Mac Allister, el precandidato radical obtuvo un rotundo triunfo con el 65,66% de los votos positivos contra el 34,34% logrado por el precandidato macrista. Mac Allister resultó derrotado en toda la provincia, con la excepción de los municipios de Intendente Alvear, Bernasconi y Doblas, donde logró imponerse ante Kroneberger por márgenes estrechos.
La lista legislativa que acompañaba a Kroneberger, encabezada por el anteriormente precandidato Francisco Torroba, y que compitió en una interna contra la lista que acompañó a Mac Allister se impuso por el mismo margen. Torroba anunció su victoria esa misma noche y declaró que en la interna no habría «ni vencedores, ni vencidos» y que había que comenzar a trabajar en la campaña para «incorporar La Pampa a la modernidad, y cambiar el signo político de la provincia». Kroneberger, por su parte, declaró ante los medios que agradecía a los pampeanos que colaboraron en fortalecer su candidatura, y expresó que su objetivo sería lograr una alternancia de poder en la provincia y darle un nuevo gobierno a los pampeanos. Recibió felicitaciones de parte del Comité Nacional de la Unión Cívica Radical y del presidente del mismo, Alfredo Cornejo.
| Fórmula             | Fórmula           | Partido           | Partido               | Lista                 | Votos  | %     |
| Gobernador          | Vicegobernador    | Partido           | Partido               | Lista                 | Votos  | %     |
| ------------------- | ----------------- | ----------------- | --------------------- | --------------------- | ------ | ----- |
| Daniel Kroneberger  | Luis Evangelista  |                   | Unión Cívica Radical  | Vamos La Pampa        | 18.891 | 65,66 |
| Carlos Mac Allister | Juan Carlos Passo |                   | Propuesta Republicana | Cambiemos la Historia | 9.881  | 34,34 |
| Votos afirmativos   | Votos afirmativos | Votos afirmativos | Votos afirmativos     | Votos afirmativos     | 28.772 | 60,75 |
| Votos en blanco     | Votos en blanco   | Votos en blanco   | Votos en blanco       | Votos en blanco       | 18.287 | 38,61 |
| Votos nulos         | Votos nulos       | Votos nulos       | Votos nulos           | Votos nulos           | 299    | 0,63  |
| Participación       | Participación     | Participación     | Participación         | Participación         | 47.358 | 100   |
| Fuente:             |                   |                   |                       |                       |        |       |

### Municipales
El oficialista Frente Justicialista Pampeano (FREJUPA) logró acuerdos de unidad que evitaron una interna gubernativa por la sucesión de Verna, imponiéndose el diputado nacional Sergio Ziliotto como postulante, con el vicegobernador en ejercicio Mariano Fernández como compañero de fórmula. Sin embargo, a nivel municipal la situación fue la contraria, mientras que Cambiemos La Pampa logró candidaturas consensuadas en casi la totalidad de los municipios, entre ellos la capital, Santa Rosa, donde el radical Leandro Altolaguirre buscaría la reelección; el justicialismo se vio muy fragmentado y se resolvió ir a internas por la candidatura del partido en doce de los veintidós departamentos que componen la provincia, mientras que la alianza opositora solo realizó internas en seis de ellos, y solo en dos municipios, Eduardo Castex y Toay, habría internas en ambos frentes. La candidatura justicialista a la intendencia de Santa Rosa fue sumamente disputada y hubo hasta seis precandidatos distintos: el kirchnerista Luciano Di Nápoli; el sindicalista y secretario general de la Unión de Personal Civil de la Nación, Jorge Lezcano; Juan Grotto, del sector «Pampeanos y Peronistas»; Darío Hernández, del Frente Renovador (FR); la dirigente del Frente Peronista Barrial, Nélida Batista; y la exconcejal Fabiana Vallejos. Fue la primaria con más candidatos de la jornada, y aparte de una contienda entre tres postulantes justicialistas en General Acha, todas las demás primarias fueron entre dos candidatos.

## Candidatos
| Logo                                                                 | Logo                            | Partido/Alianza                           | Candidato a gobernador                                       | Candidato a gobernador                                       | Candidato a vicegobernador | Candidato a vicegobernador |
| -------------------------------------------------------------------- | ------------------------------- | ----------------------------------------- | ------------------------------------------------------------ | ------------------------------------------------------------ | -------------------------- | -------------------------- |
|                                                                      |                                 | Frente Justicialista Pampeano             |                                                              | Sergio Ziliotto                                              |                            | Mariano Fernández          |
| - Diputado Nacional (2015-2019)                                      | - Diputado Nacional (2015-2019) | Frente Justicialista Pampeano             | - Vicegobernador de La Pampa (2015-2019)                     | - Vicegobernador de La Pampa (2015-2019)                     |                            |                            |
|                                                                      |                                 | Cambiemos La Pampa                        |                                                              | Daniel Kroneberger                                           |                            | Luis Evangelista           |
| - Diputado Nacional (2011-2019)                                      | - Diputado Nacional (2011-2019) | Cambiemos La Pampa                        | Secretario de Hacienda de Santa Rosa (2008-2011 y 2015-2019) | Secretario de Hacienda de Santa Rosa (2008-2011 y 2015-2019) |                            |                            |
|                                                                      |                                 | Comunidad Organizada                      |                                                              | Juan Carlos Tierno                                           |                            | Fernando Gauna Rubio       |
| - Ex Ministro de Seguridad de La Pampa - Ex intendente de Santa Rosa |                                 | Comunidad Organizada                      |                                                              |                                                              |                            |                            |
|                                                                      |                                 | Pueblo Nuevo                              |                                                              | Daniel Robledo                                               |                            | Andrea Saavedra            |
| - Diputado Provincial (2011-2019)                                    |                                 | Pueblo Nuevo                              |                                                              |                                                              |                            |                            |
|                                                                      |                                 | Partido Socialista                        |                                                              | Luis Solana                                                  |                            | Ariel Toselli              |
| - Diputado Provincial (2011-2019)                                    |                                 | Partido Socialista                        |                                                              |                                                              |                            |                            |
|                                                                      |                                 | Frente Popular Pampeano                   |                                                              | Rubén Ojuez                                                  |                            | Analía Kuceski             |
| - Exsubsecretario de Salud                                           |                                 | Frente Popular Pampeano                   |                                                              |                                                              |                            |                            |
|                                                                      |                                 | Movimiento Socialista de los Trabajadores |                                                              | Jonatan Gómez                                                |                            | Matías Camilletti          |
| - Arquitecto                                                         |                                 | Movimiento Socialista de los Trabajadores |                                                              |                                                              |                            |                            |
|                                                                      | Desde el pie La Pampa           | Desde el Pie                              |                                                              | Gladys Flores                                                |                            | Hugo Ávila                 |
| - Dirigente                                                          | Desde el pie La Pampa           | Desde el Pie                              |                                                              |                                                              |                            |                            |

## Campaña
Ziliotto presentó su plataforma para las elecciones provinciales el 14 de marzo de 2019 con un multitudinario acto en Santa Rosa, anunciando que sus principales ejes de cara a gestión gubernativa serían: la recuperación de la capital provincial, la educación, la construcción de viviendas, la conectividad y el crecimiento de la soberanía política de la provincia, una identidad a la que denominó «pampeanidad». En su discurso, Ziliotto acusó al gobierno nacional de haber elegido el mercado por sobre el estado, y al intendente radical Leandro Altolaguirre de haber arruinado la ciudad en cuatro años de mandato debido a sus vínculos con el gobierno de Macri. Señaló también que, durante el gobierno macrista, no existieron planes de desarrollo que involucraran a la provincia, cuestionando el «abandono» a La Pampa por parte del estado nacional. En gran medida defendió la gestión realizada por el gobernador Verna en los anteriores cuatro años y se comprometió a mantener los aspectos que consideró mejores, en especial el gasto invertido en educación, profundizando en educación técnica profesional. Declaró que, con un nuevo gobierno a partir de 2019, podría buscar el anhelo de llevar conectividad a toda la provincia a través de una empresa de telecomunicaciones estatal, idea que ya estaba siendo impulsada por el gobierno de Verna.
Esperando que su triunfo le diese la suficiente fortaleza política para ganar las elecciones, Kroneberger mantuvo un discurso bastante desapegado a la política nacional impulsada por Macri, aclarando desde el primer día posterior a las primarias que su campaña sería «netamente provincial». Aunque rechazó la idea de disminuir la presencia del estado en la economía, criticó el crecimiento desmedido del empleo público durante la gestión justicialista, afirmando que la población joven de La Pampa estaba abandonando la provincia para buscar mejores empleos u oportunidades de estudio en otras partes del país, y declaró que «no hay que sacar gente del Estado, sino transformarlo en un instrumento moderno ágil y que esté al servicio de la gente». El candidato radical centró su discurso en buscar lo que tituló un «modelo de desarrollo», que planificara el diseño de ciudades modernas, y apostara al empleo privado.
Dentro del ámbito de los terceros partidos, el exministro de Seguridad de la provincia, Juan Carlos Tierno, se postuló como candidato por su partido provincial, Comunidad Organizada (CO). La campaña de la formación fue de corte derechista, centrándose en la lucha contra la venta de drogas en la provincia. Otra formación con carácter similar fue Pueblo Nuevo, que intentó registrar su boleta con el símbolo antiabortista «Salvemos las Dos Vidas», el cual fue finalmente impugnado ante la justicia por Comunidad Organizada, bajo el alegato de que podía «confundir al electorado», lo que fue aceptado por la justicia. El candidato a gobernador de Pueblo Nuevo, Daniel Robledo, afirmó que la lucha contra la despenalización del aborto constituía una parte de la "identidad del partido". Dicha impugnación condujo a que la justicia prohibiera el uso de pañuelos celestes o verdes (símbolos en contra y a favor de la despenalización, respectivamente), en las fotografías de las boletas electorales de cara a las elecciones, lo que llevó a que se realizaran impugnaciones y modificaciones en las boletas de otros partidos donde los candidatos aparecían usándolos.

## Resultados

### Gobernador y Vicegobernador

Resultado de las elecciones provinciales por localidad.
Ziliotto
Kroneberger
Empate Ziliotto-Kroneberger

| Fórmula                | Fórmula                        | Partido               | Partido                                                  | Votos   | %     |
| Gobernador             | Vicegobernador                 | Partido               | Partido                                                  | Votos   | %     |
| ---------------------- | ------------------------------ | --------------------- | -------------------------------------------------------- | ------- | ----- |
| Sergio Ziliotto        | Mariano Alberto Fernández      |                       | Frente Justicialista Pampeano                            | 107.653 | 52,68 |
| Daniel Kroneberger     | Luis Alberto Evangelista       |                       | Cambiemos La Pampa                                       | 64.990  | 31,80 |
| Juan Carlos Tierno     | Fernando Osvaldo Gauna Rubio   |                       | Comunidad Organizada                                     | 14.686  | 7,19  |
| Alfredo Daniel Robledo | Andrea Graciela Saavedra       |                       | Pueblo Nuevo                                             | 7.056   | 3,45  |
| Luis Hernán Solana     | Ariel Alberto Toselli          |                       | Partido Socialista                                       | 3.811   | 1,86  |
| Rubén Oscar Ojuez      | Analía Zulma Alejandra Kuceski |                       | Frente Popular Pampeano (PTP - Partido Popular Pampeano) | 2.879   | 1,41  |
| Gladys Flores          | Hugo Ávila                     |                       | Desde el Pie                                             | 1.764   | 0,86  |
| Jonatan Ezequiel Gómez | Matías Román Camilletti        |                       | Movimiento Socialista de los Trabajadores                | 1.526   | 0,75  |
| Votos afirmativos      | Votos afirmativos              | Votos afirmativos     | Votos afirmativos                                        | 204.365 | 93,72 |
| Votos en blanco        | Votos en blanco                | Votos en blanco       | Votos en blanco                                          | 11.090  | 5,09  |
| Votos nulos            | Votos nulos                    | Votos nulos           | Votos nulos                                              | 2.606   | 1,20  |
| Participación          | Participación                  | Participación         | Participación                                            | 218.061 | 77,31 |
| Electores registrados  | Electores registrados          | Electores registrados | Electores registrados                                    | 282.055 | 100   |
| Fuente:                |                                |                       |                                                          |         |       |

### Cámara de Diputados
| Partido               | Partido                                                  | Votos   | %     | Bancas | Candidatos |
| --------------------- | -------------------------------------------------------- | ------- | ----- | ------ | --- |
|                       | Frente Justicialista Pampeano                            | 105.544 | 52,44 | 17/30  | Ver candidatos: 1. Raúl Ariel Rojas 2. Espartaco Marín 3. María Luz Alonso 4. Julio César González 5. Roberto Ricardo Robledo 6. Alicia Susana Mayoral 7. José Adrián González 8. Rodolfo Calvo 9. Valeria Stefanía Luján 10. Oscar Alberto Zanoli 11. Carina Lorena Pereyra 12. Javier Facundo Sola 13. María Silvia Larreta 14. Leonardo Fabio Avendaño 15. Martín Horacio Balsa 16. Lilia Ana Marta Caimari 17. César Oscar Montes de Oca 18. Oscar Alfredo Beilmann 19. Adriana Graciela Dalmasso 20. Marta Inés Pérez 21. Diego César Delfino 22. Érica Jorgelina Riboyra 23. Celia Natalia Lara 24. Rodrigo Emanuel Draeger 25. Marcela Lilia Ana Páez 26. María Mercedes Pineda 27. José Luis Casadei 28. Marcos Gabriel Álvarez Echeveste 29. María José Puhl 30. Lucas Darío Borra                                                                                      |
|                       | Cambiemos La Pampa                                       | 65.412  | 32,50 | 11/30  | Ver candidatos: 1. Francisco Torroba 2. Matías Francisco Traba 3. Lorena Fabiana Clara 4. Mauricio Rubén Agón 5. Martín Miguel Ardohain 6. María Agustina García 7. María Andrea Valderrama Calvo 8. María Laura Trapaglia 9. Estela Maris Guzmán 10. Marcos Rubén Cuelle 11. Eduardo Antonio Pepa 12. Elida Noemí Deanna 13. Darío Juan Casado 14. Mauricio Esteban Frapiccini 15. Valeria Alejandra Errecart 16. Fabián Raúl Paparini 17. Carla María Brenda Alonso 18. Emilio Alberto Soncini 19. Lorenzo Omar Rodríguez 20. José Luis Orozco 21. María Cristina Fantini 22. Sebastián Eduardo Soncini 23. Carlos Maximiliano Aliaga Souto 24. Verónica Esther Bravo 25. Roberto Ernesto Paz 26. Hugo Andrés Pérez 27. Amanda Alicia Peters 28. Jorge Sebastián Audisio 29. Fabiola Elizabeth Ortíz 30. Emiliano Chico                                                        |
|                       | Comunidad Organizada                                     | 12.711  | 6,32  | 2/30   | Ver candidatos: 1. Juan Pedro Brindesi 2. Sandra Fabiana Fonseca Tierno 3. Éxito Manuel Gianforte 4. Laura Elena Escudero 5. Mario Raúl Sappa 6. Analía Beatriz Benítez 7. Lisandro Baravalle Lago 8. Vanesa Viviana Suárez 9. María Andrea Sol 10. Ángel Alberto Lezcano 11. Juan Daniel Vigne 12. Fernanda Gabriela Descalzi 13. Mario Joaquín Grosso 14. Mariana Daniela Arce 15. Javier Alberto Oddone 16. Alejandro Daniel Carpuzis 17. Ricardo Fabián Garino 18. Verónica Alejandra Knuth 19. Yesica Leandra Gil 20. Analía Marcela Valdez 21. Tamara Raquel Berezaga 22. Antonio Segundo Rebolledo 23. Angélica Irene Quiroga 24. Angélica Teodora Cejas 25. Sergio Omar Bisquerra 26. Elba Edit Díaz 27. Dayana Iglesias Gauna 28. Norma Estela Peralta 29. Sandra Antonia Ávila 30. Mirtha Liliana Meringer                                                             |
|                       | Pueblo Nuevo                                             | 7.032   | 3,49  | 0/30   | Ver candidatos: 1. Andrés Esteban Maidana 2. Lis Anabela Robledo 3. Carolina Ethel Orellana 4. Pablo Jeremías Galmes 5. Betina Magali Kishimoto 6. Jorge Rodolfo Rivero 7. Héctor Osvaldo Gómez 8. Silvia Angélica Marelli 9. José Heriberto Salinas 10. Antonio Héctor Bustamante 11. Gustavo Daniel Díaz 12. Romina Verónica Castro 13. Teodoro Francisco Cruz 14. María Fernanda Plaza 15. Víctor René Aguilera 16. Juan Carlos Fernández 17. Diego Sebastián Zabala 18. Adriana Noemí Urquiza 19. Carlos Francisco Schweiker 20. Carlos Gastón Martín Macho 21. Nidia Elizabeth Egea 22. Néstor Edgardo Martínez 23. María Del Rosario Rosales 24. Paola Janet Verdugo 25. Héctor Rubén Darío Manzanelli 26. Gustavo Germán Romero 27. Andrea Natalia Cornejo 28. María Inés Fernández 29. Norma Esther Paredes 30. Susana Raquel Romero                                     |
|                       | Partido Socialista                                       | 4.312   | 2,14  | 0/30   | Ver candidatos: 1. Rodrigo Oscar Lofvall 2. Leandra Edit Rolheiser 3. Marina Jacoba Vanini 4. Dante Rambaldi Ferrero 5. Norma Noemí Neimann 6. Yanina Anabel Annaratone 7. Javier Ubaldo Soncini 8. Pamela Betina Ussei 9. Pedro Alberto Cabal 10. Ariel Omar Hernández 11. Gustavo Miguel Timm 12. María Del Carmen Sarden 13. Aldo Alberto Sánchez 14. Rubén Oscar Peirano Reale 15. Hilda Graciela Somoza 16. Higinio Ramón Figueroa 17. María Cecilia Corti 18. Nora Edit Alonso 19. José Luis Jaquez 20. Gabriela Vives 21. Mario Jorge Baigorria 22. Eliana Tamara Minetto 23. Walter Miguel Sepúlveda 24. Mario Crisostomo Avalo 25. Pablo Damián Salvadori 26. Marcelo Adrián Engraff 27. Susana Edit González 28. Demetrio Minetto 29. Érica Daiana Aguirre 30. Rocío Baigorria Sierra                                                                                  |
|                       | Frente Popular Pampeano (PTP - Partido Popular Pampeano) | 2.850   | 1,42  | 0/30   | Ver candidatos: 1. Marcos Roberto Balor 2. Lorena María Peirano 3. Laurentino Omar Narbáez 4. Norma Isabel Guaraglia 5. Walter Darío Brandimarte 6. Susana Beatriz Contreras 7. Teresa Carmen Rodríguez 8. Julio Abel González 9. Eduardo José Marquesoni 10. Victorino Oscar García 11. Elisabet Orueta 12. Ana María Andrada 13. Matías Brian Mendoza 14. Marcelo Fabián Gómez 15. Marina González 16. Daniela Melina Romero 17. Cristina Ermelinda Coria Guardia 18. Vanina Maribel Lucero 19. Jesica Daiana Barzola 20. Ayelén Antonella Schenheiter 21. Omar Darío Hirtz 22. Mirta Ramona Fuenzalida 23. Carolina Soraya Oyarzun 24. Iván Ceferino Cisneros 25. Ricardo Daniel Alves Cazenave 26. María del Carmen Álvarez 27. Cristian Darío Rodríguez 28. Franco Damián Herrera 29. Claudio Marino Pérez 30. María de los Ángeles González                                |
|                       | Desde el Pie                                             | 1.849   | 0,92  | 0/30   | Ver candidatos: 1. Diego Acosta 2. Juan Rosso 3. Elena Del Carmen Morales 4. Lucas Oscar Naccaratti 5. Luciano Vuillermin 6. Roxana Viale 7. Miguel Alberto Arriagada 8. Jorgelina Anabela Burgui 9. Nahuel Lino 10. Alicia Esther Martín 11. Germán Agustín Pauletti 12. Devora Natalia Valdez 13. Jorge Pescara 14. Lucas Hernán Brizuela 15. Melina Daniela Muller 16. Juan José García 17. Claudio José Frías 18. Romina Soledad Fredes 19. Oscar Omar Nunia 20. Francisca Beatriz Imposa 21. Daniela Elisabet Domínguez 22. Leonardo Isaías Pauletti 23. Gisela Elizabeth Alfaro 24. Horacio Javier Braun 25. Franco Gastón Mana 26. Yesica Beatriz Zalabardo 27. José Luis Pereyra 28. Karina Beatriz Taborda 29. Eduardo Blanco 30. José Alberto Schapp |
|                       | Movimiento Socialista de los Trabajadores                | 1.562   | 0,78  | 0/30   | Ver candidatos: 1. Leonel Agustín Sepúlveda 2. Daiana Maribel Busch 3. José Roberto López 4. Mónica Graciela Aguilar 5. Ariel Julio Nicéforo Manzanelli 6. Claudia Marcela Aguilar 7. Fernando Andrés Ramos 8. Melisa Alejandra Juanes Berro 9. Germán Tomás Cavilla 10. Antonina Denise Forlán 11. María Teresa Gómez 12. Fernando Alberto Sepúlveda 13. Alejandra Daniela Romero 14. Gastón Emmanuel Aguilar 15. Gabriela Elizabeth Martín 16. Oscar Maximiliano Zitelli 17. Laura Lorena Fernández 18. Leandro Javier Figueroa 19. Natacha Yahel Murno 20. Carlos Lucas Domínguez 21. Sabina Ruth Andrés Cantelmi 22. Cristian Marcelo Villarreal 23. Tatiana Beascochea Morales 24. Adrián Emmanuel Pascual 25. Verónica Roxana Aguilar 26. Silvio Mario Escobar 27. Sergio Roberto Morales 28. Gabriela Andrea Sepúlveda 29. Jonathan Oscar Suarez 30. María Teresa Álvarez |
| Votos afirmativos     | Votos afirmativos                                        | 201.272 | 92,30 |        | |
| Votos en blanco       | Votos en blanco                                          | 14.263  | 6,54  |        | |
| Votos nulos           | Votos nulos                                              | 2.526   | 1,16  |        | |
| Participación         | Participación                                            | 218.061 | 77,31 |        | |
| Electores registrados | Electores registrados                                    | 282.055 | 100   |        | |
| Fuente:               |                                                          |         |       |        | |